# Werner Salzmann
Werner Salzmann (Gurtendorf bei Wabern, 5 november 1962) is een Zwitsers politicus voor de Zwitserse Volkspartij (SVP/UDC) uit het kanton Bern. Hij zetelt sinds 2019 in de Kantonsraad.

## Biografie

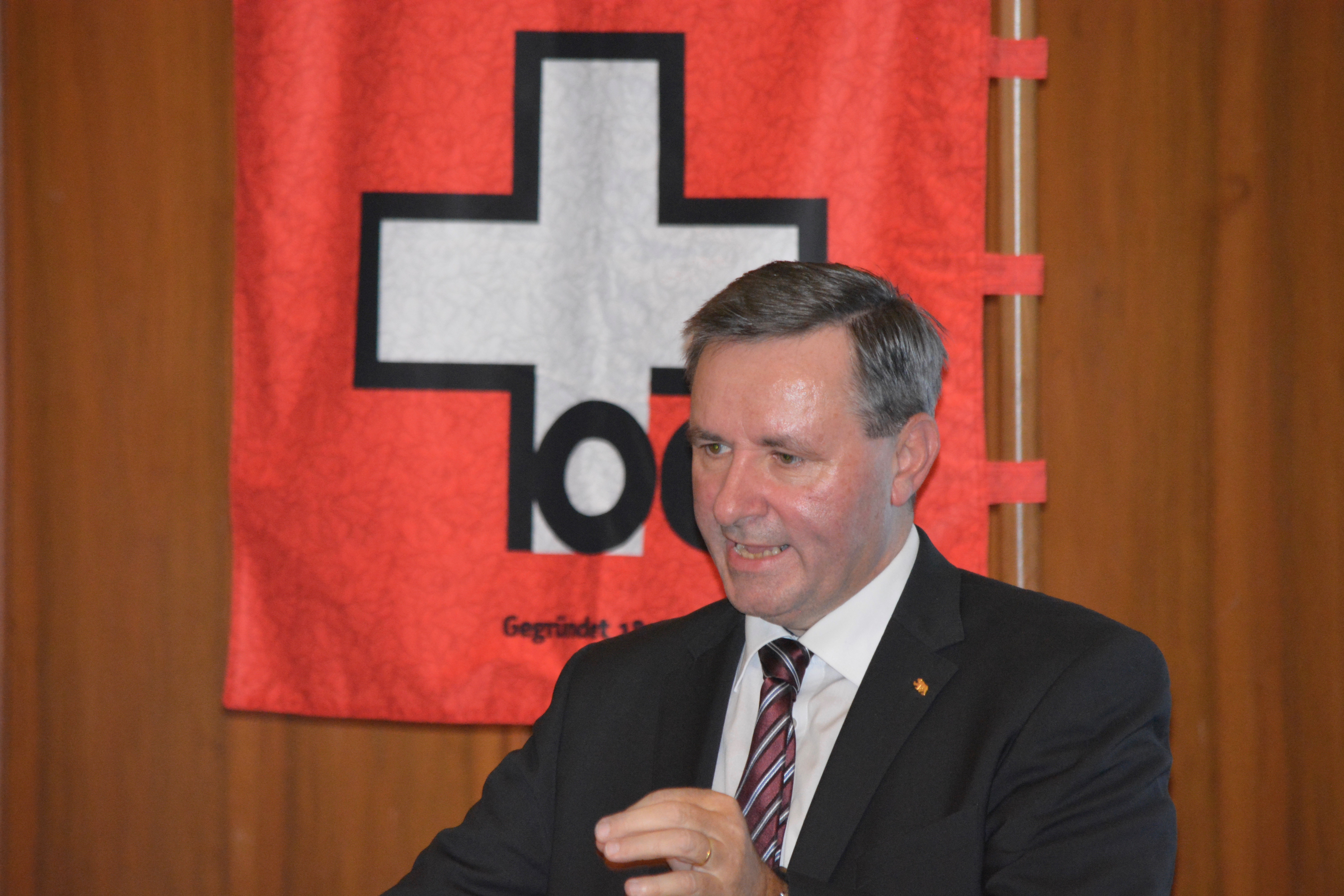
Werner Salzmann.

Werner Salzmann werd verkozen in de Nationale Raad bij de parlementsverkiezingen van 2015. Bij de parlementsverkiezingen van 2019 werd hij in de tweede ronde verkozen in de Kantonsraad namens zijn kanton Bern.
Salzmann is lid van de Actie voor een Onafhankelijk en Neutraal Zwitserland. In het Zwitserse leger heeft hij de graad van kolonel.